# إكسيل شاندورف
إكسيل شاندورف (بالدنماركية: Axel Schandorff)‏ مواليد (3 مارس 1925 في كوبنهاغن - 28 يناير 2016)، هو دراج دانمركي. شارك في دورة الألعاب الأولمبية الصيفية وفاز بميدالية أولمبية.

## الميداليات
| الميدالية | المسابقة                       |
| --------- | ------------------------------ |
| برونزية   | الألعاب الأولمبية الصيفية 1948 |

## روابط خارجية
- إكسيل شاندورف على موقع أرشيف الدراجات (الإنجليزية)
- إكسيل شاندورف على موقع أوليمبيديا (الإنجليزية)
- إكسيل شاندورف  على موقع SportsReference  - سبورتس رفرنس